# Bukit Teung Teupung
Bukit Teung Teupung är en kulle i Indonesien.   Den ligger i provinsen Aceh, i den västra delen av landet, 1 600 km nordväst om huvudstaden Jakarta. Toppen på Bukit Teung Teupung är 469 meter över havet, eller 400 meter över den omgivande terrängen. Bredden vid basen är 7,0 km.
Terrängen runt Bukit Teung Teupung är huvudsakligen platt. Bukit Teung Teupung är den högsta punkten i trakten. Runt Bukit Teung Teupung är det ganska glesbefolkat, med 43 invånare per kvadratkilometer. I omgivningarna runt Bukit Teung Teupung växer i huvudsak städsegrön lövskog.